# دخترمدرسه‌ای
دخترمدرسه‌ای (ایتالیایی: L'educanda) یک فیلم کمدی سکسی سبک ایتالیایی به کارگردانی لوکا دامیانو است که در سال ۱۹۷۵ منتشر شد.

## گزیدهٔ بازیگران
- پاتریتسیا گوری
- اومبرتو دورسی
- گابریلا جورجلی
- آندره‌آ آئورِلی
- جاکومو ریتسو
- سالواتوره باکارو
- جینو پانیانی